# NGC 7591
NGC 7591 (другие обозначения — PGC 70996, UGC 12486, MCG 1-59-38, ZWG 406.53, IRAS23157+0618) — галактика в созвездии Рыбы.
Этот объект входит в число перечисленных в оригинальной редакции «Нового общего каталога».